# Furse-Halbinsel
Die Furse-Halbinsel (in Argentinien Islote Angosto, in Chile Islote Narrow) ist eine Halbinsel im östlichen Teil von Gibbs Island im Archipel der Südlichen Shetlandinseln. Sie liegt östlich von The Spit.
Das UK Antarctic Place-Names Committee benannte sie 1980 nach Commander John Richard Furse (* 1935) von der Royal Navy, Leiter der Joint Services Expedition to Elephant Island Group (1976–1977).